# 496
496 (CDXCVI) var ett skottår som började en måndag i den julianska kalendern.

## Händelser

### November
- 24 november – Sedan Gelasius I har avlidit tre dagar tidigare väljs Anastasius II till påve.

### Okänt datum
- Klodvig I besegrar alemannerna i slaget vid Tulpiacum.
- Frankerna blir katolska kristna, när Klodvig blir döpt vid Reims.
- Thrasamund blir kung över vandalerna.
- Den östromerske kejsaren Anastasios I låter avsätta patriarken Eufemios av Konstantinopel och skickar honom i exil samt utnämner Macedonius II till hans efterträdare.
- Kavadh I avsätts som kung av Persien och förvisas av sin bror Djamasp.
- Den härskande Tuobafamiljen i den kinesiska norra Weidynastin ändrar sitt familjenamn till Yuan.

## Födda
- Childebert I, frankisk kung av Paris 511–558 (född omkring detta eller nästa år).

## Avlidna
- 21 november – Gelasius I, helgon, påve sedan 492.
- Gunthamund, kung över vandalerna.
- Athanasius II, koptisk-ortodox patriark av Alexandria.